# NGC 6362
NGC 6362是一個位於天壇座內靠近天燕座邊緣的南天球狀星團，距離地球約25000光年。可使用主鏡口徑15公分望遠鏡將這個不規則球狀星團的恆星解析。該星團由英國天文學家詹姆士·丹露帕發現於1826年6月30日。

## 概要
天文學家使用位於智利拉西拉天文台的口徑2.2公尺MPG/ESO望遠鏡的廣角影像器（Wide Field Imager）對NGC 6362進行觀測，得知該天體為球狀星團。照片中可見到數以萬計的極為古老恆星，以及許多外觀上比實際年齡要年輕的恆星。球狀星團的成員星被重力緊密束縛，並且主要由年老恆星組成，年齡大約遠比太陽古老的100億年。球狀星團在星系中相當普遍分布，並且在銀河系中已經觀測到超過150個球狀星團；在其他星系中也發現了一定數量的球狀星團。通常在一個特定星團中的恆星年齡大致是相同的。球狀星團內大部分恆星被認為是同時或相近時間之內形成的，並且年齡應該相接近。NGC 6362內大部分恆星是外觀上偏黃和老化的紅巨星，不過，天文學家也發現了一定數量的藍掉隊星。藍掉隊星外觀上比實際年齡年輕，溫度偏高且快速消耗大氫融合成氦。 
藍掉隊星的狀態比一般恆星經過100億年演化後理論上應有的狀態更加偏藍、光度更高且質量更大；如果此類恆星真的在100億年以前形成，它們現在應該已經死亡。目前只有2個可能的原因能解釋為什麼藍掉隊星會呈現現在的顏色與光度。它們可能從伴星中吸取物質使質量增加，或者2顆恆星互相碰撞後合併。不管天文學家們是否相信，這樣的球狀星團在銀河系周圍和許多周圍的臨近星系大量被發現。天文學家也將使用更多種方式搜尋這些古老星團中的藍掉隊星  。   

## 影像

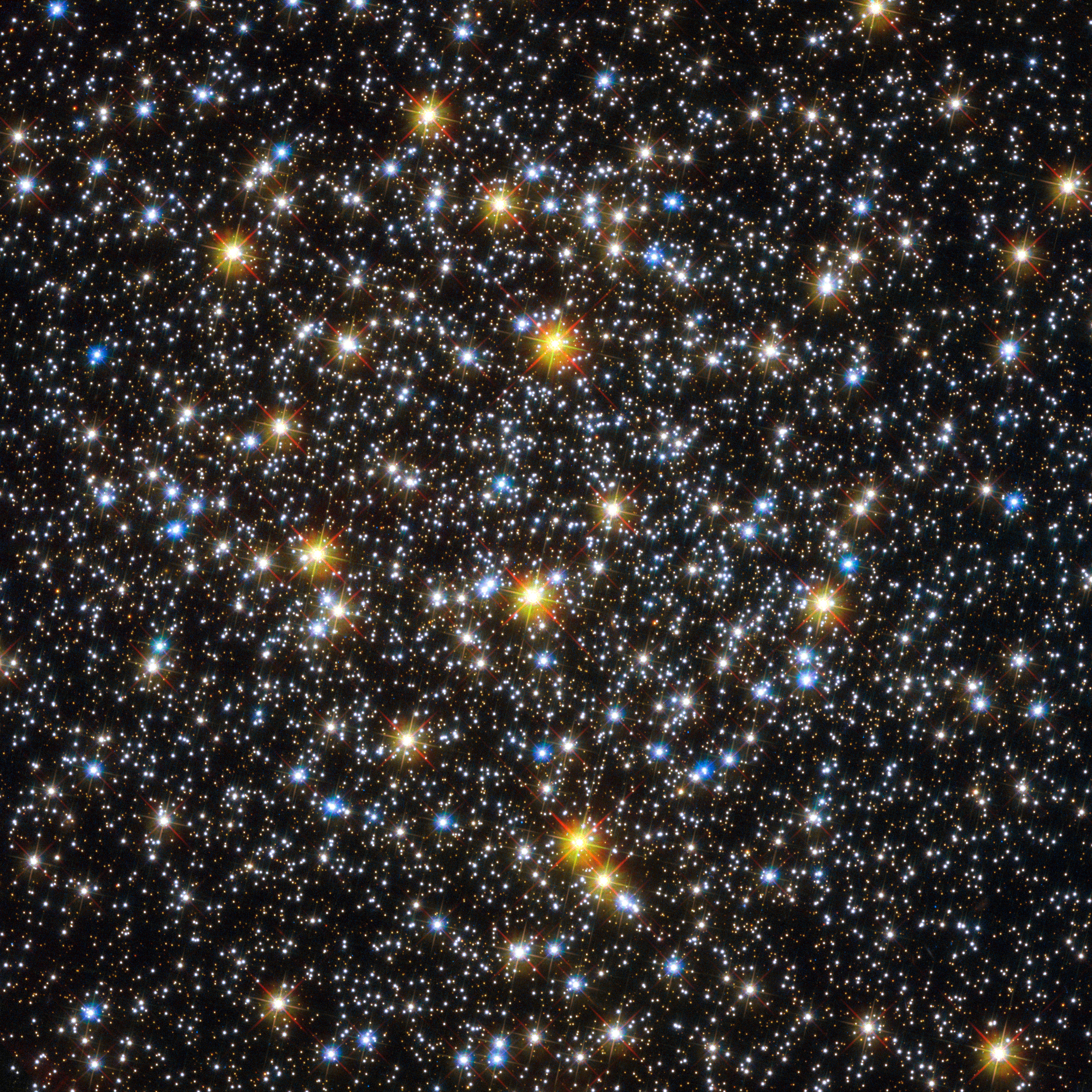
哈伯太空望遠鏡拍攝NGC 6362細節影像[9]。